# Margarita de Cardona
Margarita Folch y Requesens de Cardona (1530 ? – 23. února 1609 Madrid) byla španělská šlechtična a dvorní dáma. Byla manželkou významného císařského diplomata a moravského šlechtice Adama z Ditrichštejna.

## Život

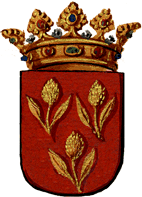
Původní erb vévodů z Cardony se třemi zlatými květy bodláku

### Původ
Narodila se jako dcera Antonia Folc de Cardona y Enriquez z vévodského rodu Cardonů, spřízněného s mnoha dalšími pyrenejskými rodinami. Jejich rodovou základnou byl hrad Cardona nedaleko Barcelony. Otec byl místokrálem Sardinie. 
Mezi Margaritiny příbuzné patřil například Francisco de Borja (Borgia), z rodiny nechvalně proslulého papeže Alexandra VI. Borgii. Dřívější katalánský místokrál, který později šokoval společnost odchodem do jezuitského řádu a dočkal se i kanonizace. Rod odvozoval svůj původ od francouzské rodiny Anjou a od dob Karla V. se těšili titulu španělských grandů. Margaritin otec Antonio byl místokrálem Sardinie. Její babička z matčiny strany byla tetou španělského krále Ferdinanda II. Aragonského. V jejím rodokmenu se tedy oficiálně nachází člen královské rodiny. U jejího chotě Adama se též nachází, byť neoficiálně.

### Pozdější roky
O jejím dětství není zatím příliš známo, je ale možné že vyrůstala na dvoře španělského krále Karla V. Byla rovněž dvorní dámou jeho dcery Marie Španělské. Díky této pozici se mladá Margarita dostala, kvůli sňatku infantky Marie s arcivévodou Maxmiliánem, do východních habsburských držav ve střední Evropě. 20. listopadu 1551 se vylodili spolu se svou sestrou Marií a rodiči v Janově, kde je čekala delegace české šlechty. Tehdy se Margarita setkala s italskou renesancí v nejčistší formě přímo v její kolébce, což pro ni zřejmě byl nezapomenutelný zážitek. 

### Manželství a potomstvo
V roce 1554 (někdy se uvádí 1555 i 1556) se v katedrále sv. Víta na Pražském hradě provdala za Adama z Ditrichštejna. Manželství rakouského aristokrata se Španělkou jakoby mělo ještě posílit již zmíněný sňatek členů vládnoucího rodu. Mezi léty 1563 až 1571 se svým mužem vrátila do Španělska, kde byl Adam vázán ke španělskému dvoru výchovou synů císaře Maxmiliána II.

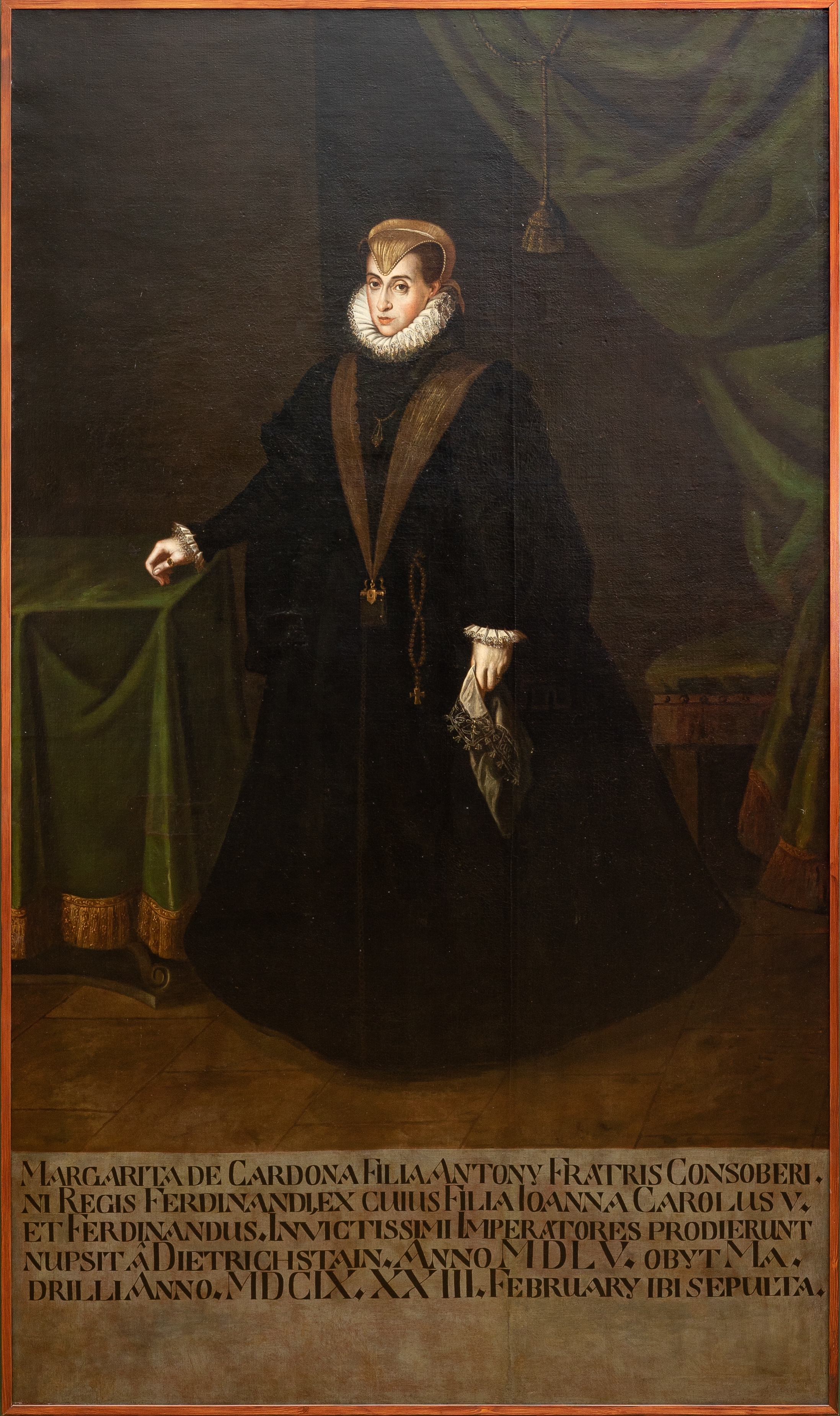
Portrét Margarity de Cardona, manželky svobodného pána Adama z Ditrichštejna. Olej na plátně, sbírka Regionálního muzea v Mikulově.

Manželé spolu měli celkem 13 dětí. Některé se narodily v Margaritině vlasti, jiné ve střední Evropě. Dcery provdala do dobrých španělských rodin a tři synové, Zikmund, Maxmilián a František přichází s rodiči na Moravu do Mikulova v roce 1575, převzít nové rodové panství. Adam byl dále v diplomatických službách u dvora Rudolfa II. Dle dopisů, které si manželé neustále posílali, je zřejmé, že měli velmi láskyplný vztah, kde Adam svou choť v dopisech oslovuje zamilovanými slovy.
Po smrti manžela v roce 1590 se paní z Cardony a Ditrichštejna vrací po příkladu císařovny Marie zpět do Španěl, kde v roce 1609 zemřela na mrtvici.